# الدمن (السبرة)

تعديل مصدري - تعديل

الدمن محلة تابعة لقرية منزل الطاحون، التابعة لعزلة مطاية بمديرية السبرة إحدى مديريات محافظة إب في الجمهورية اليمنية.، بلغ تعداد سكانها 79 حسب تعداد اليمن لعام 2004.